# 후네히키정
후네히키정(船引町)은 후쿠시마현 다무라군에 속했던 정이다. 2005년 후네히키정 등 5개 정·촌이 합병하여 다무라시가 신설되고 폐지되었다. 후네히키는 다무라시의 지명이 되었다.

## 지리
후네히키정 남부에는 가타조네산이 자리잡고 있으며, 다무라 후지라고 불리고 있다. 마을 서쪽인 고리야마시 방면에서 마을 남동쪽의 이와키 방면으로 이어지는 철도나 고속도로가 정비되어 있다.

## 역사
- 1889년 4월 1일 - 정촌제 시행으로 가타소네촌, 아시자와촌, 미야마촌, 우쓰시촌, 세가와촌, 몬주촌, 나나고촌이 성립하였다.
- 1934년 4월 1일 - 가타소네촌이 정으로 승격해 후네히키정으로 개칭하였다.
- 1955년 4월 1일 - 아시자와촌, 미야마촌, 우쓰시촌, 세가와촌, 몬주촌 및 나나고촌의 일부가 합병하여 후네히키정이 신설되었다.(나나고촌의 나머지 일부는 오고에정에 편입합병되었다.)
- 1970년 4월 1일 - 국도 288호선이 제정되었다.
- 1955년 8월 2일 - 후나히키미하루 인터체인지가 공용을 개시하였다.
- 2005년 3월 1일 - 후네히키정 및 다무라군의 다키네정, 오고에정, 도키와정, 미야코지촌 등 5개 정·촌이 합병하여 다무라시가 신설되고, 후네히키정 등은 폐지되었다.

## 지역
- 후나히키 지구, 몬주 지구, 미야마 지구, 세가와 지구, 이 지구, 아시자와 지구, 나나고 지구, 요다치 지구

## 교통

### 철도
- 동일본 여객철도 반에쓰토선

### 도로
- 반에쓰 자동차도
- 국도 288호선